# Run for Your Life
Run for Your Life is het laatste nummer op het album Rubber Soul uit 1965 van de Britse popgroep The Beatles. Het nummer staat op naam van het schrijversduo Lennon-McCartney, maar werd alleen geschreven door John Lennon. De openingszin van het nummer is afkomstig van een nummer van Elvis Presley.

## Achtergrond
In het najaar van 1965 stonden John Lennon en Paul McCartney, de productiefste songwriters van The Beatles, onder druk om nummers te schrijven voor hun nieuwste album. Net als in de voorgaande jaren, moesten The Beatles ook in 1965 twee albums uitbrengen. Omdat Help!, het eerste Beatlesalbum van 1965, pas in augustus verscheen, was de tijdsdruk om het tweede album van 1965 voor kerstmis uitgebracht te krijgen erg hoog. Hierdoor was John Lennon genoodzaakt om zich bij het schrijven van nieuwe nummers te laten inspireren door het werk van anderen. Bij Run for Your Life kwam de inspiratie uit een zin uit Baby, Let's Play House. Dit nummer werd geschreven door Arthur Gunter en werd in 1955 bekend doordat het door Elvis Presley werd opgenomen. De zin "I'd rather see you dead, little girl than to be with another man" werd door Lennon gebruikt als openingszin van het nummer.
John Lennon beschouwde Run for Your Life en It's Only Love als zijn minst favoriete nummers. Ook critici beschouwen het nummer als een van de slechtste nummers van The Beatles. Lennon was ontevreden over het nummer omdat hij het onder tijdsdruk had geschreven en omdat hij de liedtekst slecht vond. Het nummer bevat dan ook mogelijk de meest vrouwonvriendelijke teksten uit het gehele oeuvre van The Beatles, met zinnen zoals bijvoorbeeld de bovengenoemde openingszin en "Catch you with another man, that's the end little girl". Jaloezie en vrouwenhaat zijn regelmatig terugkerende thema's in de teksten van Lennon, zoals bijvoorbeeld is te horen in I'll Cry Instead, Norwegian Wood (This Bird Has Flown) en Getting Better.

## Opnamen
Run for Your Life was het eerste nummer dat The Beatles opnamen voor Rubber Soul. Op 12 oktober namen The Beatles het nummer in de Abbey Road Studios in Londen in 5 takes op.

## Credits
- John Lennon - zang, akoestische gitaar
- Paul McCartney - achtergrondzang, basgitaar
- George Harrison - achtergrondzang, leadgitaar
- Ringo Starr - drums, tamboerijn